# Hubert Valášek
Hubert Valášek (16. října 1949 Těšov – 13. března 2017 Brno) byl český historik a archivář. Zaměřoval se na výpočetní a informační technologie v archivnictví, konzervaci a restaurování archiválií, dějiny archivů, dějiny průmyslu a historickou klimatologii.

## Život
Po maturitě na tehdejší Střední všeobecně vzdělávací škole v Ostravě studoval v letech 1967–1972 na Filozofické fakultě Masarykovy univerzity v Brně (tehdejší Univerzita Jana Evangelisty Purkyně) archivnictví, v roce 1978 získal titul PhDr. na základě rigorózní práce Epigrafické památky na Moravě a ve Slezsku – podle stavu dochování z počátku 19. století, v roce 1990 obhájil disertační práci Archivnictví v epoše vědeckotechnické revoluce. Po ukončení studií pracoval v jako instruktor pro podnikové archivy ve Státním okresním archivu v Brně, od roku 1975 jako podnikový historik a archivář v Adamovských strojírnách (ADAST) v Adamově.
Od roku 1980 do roku 1991 působil jako odborný asistent na Filozofické fakultě Univerzity Jana Evangelisty Purkyně, později na Masarykovy univerzity v Brně. V letech 1991–2016 byl zaměstnán v Moravském zemském archivu v Brně. V letech 1993–2002 byl vedoucím 1. oddělení archivu, v roce 2003 pracoval jako vedoucí oddělení pro využití výpočetní techniky v archivech a v letech lety 2008–2012 vedl oddělení předarchivní péče, ochrany a prezentace archiválií. Jako pedagog působil na Střední škole informačních a knihovnických služeb v Brně. Svůj vědecký zájem soustředil na regionální dějiny a dějiny závodů, na počátky archivnictví na Moravě, na modernizaci archivnictví a na problematiku klimatu v českých zemích. Byl členem redakční rady Archivního časopisu, psal do vědeckých časopisů, do časopisu Meteorologické zprávy. Zemřel v Brně.

## Dílo (výběr)
- Dějiny Adamovských železáren a strojíren v letech 1905–1945, 1987 (spoluautorka Julie Mariánková)
- Herr Direktor a ti druzí : Albrecht Miesbach, protektorátní ředitel Baťových závodů, 2015 (spoluautoři Jaroslav Pospíšil, Hana Pospíšilová)
- Gestapo Brno 1939–1945 – katalog[4]
- František Alois Mag z Maggu a jeho nejstarší přístrojová meteorologická měření na Moravě , 2001 – článek (spoluautoři Rudolf Brázdil, Zbyněk Sviták)
- Počasí v Brně a okolí v letech 1767–1790 podle záznamů Jana Nepomuka svobodného pána Hausperského z Fanálu , 2003 – článek (spoluautor Rudolf Brázdil)

## Ocenění
- Cena rektora Masarykovy univerzity za významný tvůrčí čin, 2014[5]
- Cena Egona Erwina Kische, 2016 (spolu s Jaroslavem Pospíšilem a Hanou Pospíšilovou)
- Literární cena Jaroslava Golla, 2016 (spolu s Jaroslavem Pospíšilem a Hanou Pospíšilovou)[6]